# Graphina cleistoblephara
Graphina cleistoblephara är en lavart som först beskrevs av William Nylander och fick sitt nu gällande namn av Alexander Zahlbruckner. 
Graphina cleistoblephara ingår i släktet Graphina och familjen Graphidaceae.   Inga underarter finns listade i Catalogue of Life.